# 王性复
王性复（1941年9月—），男，汉族，福建福州人，中华人民共和国政治人物，福州三中特级教师。第八、九、十届全国政协委员。